# Basílio do Nascimento
Basílio do Nascimento, né le 14 juin 1950 à Suai dans ce qu'on appelait à l’époque le Timor portugais et mort le 30 octobre 2021 à Dili au Timor oriental, est un ecclésiastique catholique est-timorais, évêque de Baucau de 2004 à sa mort.

## Biographie
Né à Suai au Timor portugais, il effectue ses études en vue du sacerdoce au Portugal où il est ordonné prêtre, pour son diocèse d'origine, alors en proie à la guerre civile, le 25 juin 1977 dans la ville d'Évora. Il rejoint ensuite la France pour approfondir ses études à l'Institut catholique de Paris où il obtient une licence en théologie pastorale et catéchétique. Parallèlement à cette formation, le cardinal Marty, archevêque de Paris, lui confie la pastorale des lusophones de Paris.
En 1982, il retourne à Évora où il est successivement curé, directeur spirituel du séminaire diocésain puis recteur de l'institut supérieur de théologie.
En 1994, il retourne au Timor, alors sous occupation indonésienne où il apprend l'indonésien et exerce son ministère en paroisse.
Le 30 novembre 1996, Jean-Paul II érige le diocèse de Baucau par division de celui de Dili. Basilio do Nascimento en est nommé administrateur apostolique et est élevé à la dignité épiscopale avec le titre d'évêque titulaire de Septimunicia. Il reçoit l'ordination épiscopale à Rome, le 6 janvier 1997, en la fête de l'Épiphanie, des mains du pape.
Le 26 novembre 2002, il est également nommé administrateur apostolique de Dili, diocèse vacant en raison de la guerre depuis 1977.
Le 27 février 2004, Alberto Ricardo da Silva est nommé évêque de Dili et quelques jours plus tard, Basilio do Nascimento est à son tour nommé évêque de Baucau. Il est à nouveau administrateur apostolique de Dili à partir du 9 février 2015, après la mort de Alberto Ricardo da Silva.

## Décoration
- Grand-croix de l'ordre de la Liberté (Portugal) (7 décembre 1999)[1]